# رحاب (إب)

تعديل مصدري - تعديل

رحاب هي مدينة يمنية في محافظة إب، وهي مركز مديرية القفر، بلغ تعداد سكانها 5912 نسمة حسب الإحصاء الذي أجري عام 2004.

## الأحياء والحارات
| م | الحارة | عدد المساكن | عدد الأسر | الذكور | الأناث | الإجمالي |
| - | ------ | ----------- | --------- | ------ | ------ | -------- |
| 1 |        |             |           |        |        |          |